# Nguyễn Văn Hảo
Nguyễn Văn Hảo (sinh ngày 31 tháng 3 năm 1942) nhà kinh tế Việt nam, từng là Phó Thủ tướng của Việt Nam Cộng hòa trước ngày 30 tháng 4 năm 1975. Ông tốt nghiệp kinh tế tại một đại học Thụy Sĩ.

## Tiểu sử
Sau khi về Việt nam, ông đảm nhiệm các công việc Giáo sư tại Học viện Quốc gia Hành chánh, Giám đốc Quỹ Phát triển kinh tế Quốc gia. Ông là một trong những nhà kinh tế giỏi và có ảnh hưởng trong nhiều chính sách kinh tế - tài chính của chính phủ Việt nam Cộng hòa. Năm 1973, ông giữ chức Tổng đốc Quỹ phát triển kinh tế. Với tinh thần dân tộc, ông kiên quyết bài trừ nhập khẩu và tiêu dùng hàng ngoại, khuyến khích tiêu dùng hàng nội, cứng rắn trước những sức ép của viện trợ Mỹ…
Năm 1974 ông được bổ nhiệm làm Phó Thủ tướng đặc trách phát triển kinh tế kiêm chức vụ Tổng trưởng Bộ Canh nông và Kỹ nghệ. Trên cương vị đó, ông đã đưa ra những quyết sách quan trọng như hạn chế nhập khẩu, đẩy mạnh xuất khẩu, đẩy mạnh tiêu dùng nội địa. Chính ông đã từng ra lệnh cho công an đi tịch thu tất cà các loại thuốc lá ngoại trên thị trường như Winston, 555, Dunhill, Salem, Marlboro… Nguyễn Văn Hảo là người có tư tưởng bài Mỹ, chống lệ thuộc Mỹ, chấn hưng kinh tế, nâng cao đời sống của những tầng lớp nghèo khổ.
Những ngày cuối cùng của Việt Nam Cộng hòa, ông là người kiên quyết giữ lại 16 tấn vàng.
Sau 1975 ông ở lại Việt Nam đến những năm 1980 ông sang Pháp, sau đó làm cố vấn kinh tế cho chính phủ Haiti, và hiện đang liên doanh với Malaysia để xây dựng và đã đưa vào hoạt động khách sạn Park Hyatt tại Thành phố Hồ Chí Minh. Ông hiện đang trú tại quận 1, thành phố Hồ Chí Minh.